# Opcenten
Opcenten is een in Nederland veelgebruikt woord voor verschillende vormen van belasting. Het is in wezen een procentsgewijze verhoging van een oorspronkelijk bedrag. 
Opcenten (procentsgewijze verhoging) en zijn tegenhanger afcenten (procentsgewijze verlaging of belastingsvermindering) zijn termen die alleen in Nederland gebruikt worden. In België spreekt men van opcentiemen en afcentiemen.
Sommige lagere overheden zijn gerechtigd opcenten te heffen op bepaalde rijksbelastingen om zo hun eigen inkomsten te genereren. De Belastingdienst int de betreffende rijksbelasting tezamen met de opcenten en draagt de opcenten aan de lagere overheid af.
Opcenten worden geheven door de provincies op de motorrijtuigenbelasting (art. 222 Provinciewet). Zo is het dus mogelijk dat deze belasting in de ene provincie hoger uitvalt dan in de andere. De minister van Financiën stelt jaarlijks de maximale hoogte van de provinciale opcenten vast. Voor april 2011 t/m maart 2012 is dat vastgesteld op 119,4. De provincie Noord-Holland heft in 2011 de minste opcenten (67,9); de provincie Zuid-Holland de meeste (95,0).
De openbare lichamen Bonaire, Sint Eustatius en Saba mogen opcenten heffen op de vastgoedbelasting (art. 43, lid 1, sub b FinBES). In 2011 heft alleen het openbaar lichaam Bonaire opcenten (15,0).